# Kilimanjaro (album)
Pour les articles homonymes, voir Kilimandjaro (homonymie).
Albums de The Teardrop Explodes
Wilder
(1981)
Kilimanjaro est le premier album du groupe The Teardrop Explodes, sorti en 1980.

## L'album
Il sort deux ans après la création du groupe qui, entre-temps, est devenu célèbre grâce aux singles Treason, Bouncing Babies et Sleeping Gas, sortis chez Zoo, qui sont réenregistrés pour l'occasion. L'album atteint la 24e place du hit-parade britannique. En 2000 le magazine Q le classe à la 95e place de son classement des 100 plus grands albums britanniques de tous les temps. Pour Record Collector, la pochette originale est l'une des pires pochettes albums de tous les temps. Le guitariste et coauteur Mick Finkler est renvoyé après la sortie de l'album. Il fait partie de l'ouvrage de référence Les 1001 albums qu'il faut avoir écoutés dans sa vie.

### Titres
Tous les titres sont de Julian Cope, Gary Dwyer et Michael Finkler, sauf mentions : 
1. Ha Ha I'm Drowning (2.53)
2. Sleeping Gas (Cope, Dwyer, Finkler, Paul Simpson) (3.45)
3. Treason (3.05)
4. Second Head (3.10)
5. Poppies In The Field (5.03)
6. Went Crazy (Cope, Finkler) (2.38)
7. Brave Boys Keep Their Promises (2.30)
8. Bouncing Babies (2.28)
9. Books (Cope, Ian McCulloch) (2.37)
10. The Thief of Baghdad (3.09)
11. When I Dream (5.10)

### Musiciens
- Julian Cope : voix, basse
- David Balfe : piano, orgue, synthétiseur
- Gary Dwyer : batterie
- Michael Finkler : guitare
- Alan Gill : guitare
- Hurricane Smith : trompette
- Ray Martinez : trompette